# Clutch Cargo
Clutch Cargo é uma série animada de televisão americana produzida pela Cambria Productions e distribuída a partir de 9 de março de 1959. A série foi notável por sua animação de baixo orçamento, mas histórias criativas. Foi um sucesso surpreendente na época, podendo ser visto em 65 estações de todo o país em 1960.

## Enredo
As histórias são centradas no aventureiro Clutch Cargo, que foi enviado ao redor do mundo em missões perigosas. Acompanhando-o nas designações estavam seu jovem pupilo Spinner e seu dachshund de estimação. Imagens de ação ao vivo também foram usadas de um 1929 Bellanca C-27 Airbus; o criador da série Clark Haas foi anteriormente um piloto de jato. Os episódios foram produzidos e então serializados em cinco capítulos de cinco minutos cada. Os primeiros quatro capítulos terminaram em cliffhangers, com o quinto capítulo encerrando a aventura. Haas explicou que o programa foi formatado dessa forma para que "as estações pudessem transmitir um por dia durante a semana e depois recapitular o todo para um programa de meia hora no sábado".

## Técnica
O programa foi o primeiro a usar o sistema de impressão óptica "Syncro-Vox" devido às limitações orçamentárias e à pressão para criar animações em um prazo curto. A Syncro-Vox foi inventada por Edwin Gillette, cinegrafista de televisão e parceiro do Cambria Studios, como um meio de sobrepor bocas humanas reais aos rostos de animais para os populares comerciais de "animais falantes" dos anos 1950. Clutch Cargo empregou a técnica Syncro-Vox sobrepondo lábios humanos de ação ao vivo sobre animação de movimento limitado ou mesmo células de animação imóvel.
Para reduzir ainda mais os custos, a Gillette e o homem de efeitos especiais Scotty Tomany complementaram a Syncro-Vox com outros truques para economizar tempo e dinheiro. Haas explicou: "Não estamos fazendo desenhos animados. Estamos fotografando 'movimento motorizado' e — o maior truque de todos — combinando-o com ação ao vivo. [...] Filmagens que a Disney faz por 250 mil dólares nós fazemos por dezoito mil". Gillette e Tomany simularam ação no movimento em tempo real com a câmera ou dentro do próprio celular. Outras tomadas de ação ao vivo foram sobrepostas como um meio de adicionar um certo grau de realismo e manter os custos de produção baixos. Por exemplo, imagens de fumaça real foram usadas para explosões. A animação tradicional também foi empregada na série na ocasião.
A trilha sonora musical de Clutch Cargo também foi de baixo custo. O músico de jazz Paul Horn forneceu uma partitura usando bongôs, um vibrafone e uma flauta.

## Legado
Um clipe desta série aparece brevemente no filme Pulp Fiction de 1994. Emil Sitka, que dublou alguns dos personagens desta série, também é creditado no filme por sua participação em um curta dos Três Patetas sendo assistido por um dos personagens.
Em 1996, um local de música ao vivo com o nome da série, Clutch Cargo's, foi inaugurado em Pontiac, Michigan. Em 2013, Clutch Cargo foi apresentado em TruTV Presents: Worlds Dumbest, onde ficou em 19.º lugar na contagem regressiva dos programas de TV mais idiotas.

## Lista de episódios
A série consistiu em 52 episódios.
| Episódio e título |
| --- |
| 1. The Friendly Head Hunters 2. The Arctic Bird Giant 3. The Desert Queen 4. The Pearl Pirates 5. The Vanishing Gold 6. The Race Car Mystery 7. The Rocket Riot 8. Mystery in the Northwoods 9. Twaddle in Africa 10. The Lost Plateau 11. The Ghost Ship 12. The Rustlers 13. The Missing Train 14. The Devil Bird 15. Pipeline to Danger 16. Mister Abominable 17. Operation Moon Beam 18. Air Race 19. The Haunted Castle 20. The Elephant-Nappers 21. Dragon Fly 22. Sky Circus 23. The Midget Submarine 24. Cliff Dwellers 25. Jungle Train 26. Space Station 27. The Swamp Swindlers 28. The Dinky Incas 29. Kangaroo Express 30. The Shipwreckers 31. The Ivory Counterfeiters 32. Dynamite Fury 33. Alaskan Pilot 34. Swiss Mystery 35. Pirate Isle 36. Crop Dusters 37. The Smog Smuggler 38. Global Test Flight 39. Dead End Gulch 40. The Missing Mermaid 41. Flying Bus 42. Road Race 43. Feather Fuddle 44. Water Wizards 45. The Terrible Tiger 46. The Circus 47. Bush Pilots 48. Cheddar Cheaters 49. The Blunderbird 50. The Case of Ripcord Van Winkle 51. Fortune Cookie Caper 52. Big "X" |

## Mídia doméstica
| Nome do DVD | Episódios | Lançamento          | Informação adicional |
| ----------- | --------- | ------------------- | --- |
| Volume 1    | 26        | 22 de março de 2005 | - The Story of Clutch Cargo - Clutch Memorabilia - Clutch & Company: Mini-biographies and details of the cast - 1959 Facts and Trivia - Bonus Syncro-Vox Cartoon episode |
| Volume 2    | 26        | 22 de março de 2005 | - The Making of Clutch Cargo - Politically Incorrect - As Seen in Pulp Fiction - 1959 Trailers - Bonus Syncro-Vox Cartoon Episode                                        |